# Красильников Дмитро Сергійович
Дмитро Сергійович Красильников (нар. 3 липня 1978) — український воєначальник, генерал-майор. Герой України (2022).

## Життєпис
Народився 3 липня 1978 року. У 1995 році вступив в Одеський інститут сухопутних військ. Після випуску його розподілили в 95-ту десантно-штурмову бригаду. У 2012 році вступив у Національний університет оборони України імені Івана Черняховського.
У травні 2014 року його викликали в Міноборони і наказали сформувати та очолити 34-й батальйон територіальної оборони Кіровоградської області (у жовтні переформований в окремий мотопіхотний батальйон 57 ОМПБр).
21 липня 2014 року армійці 34-го батальйону прийняли свій перший бій — брали участь у звільненні тодішнього Дзержинська (нині Торецьк). Першими дісталися будівлі міськвиконкому бійці Сил спецоперацій, а «34-ка» з військовослужбовцями 169-го навчального центру «Десна» (зведена ротна тактична група) зайшли в місто з двох боків, знищили блокпости та опорні пункти бойовиків, розгромили резерви та познищували групи, які намагалися відходити з міста в напрямках Горлівки та Ясинуватої.
Згодом на базі 34-го батальйону були створені інші підрозділи: мотопіхотні батальйони, розвідрота, артилерійський підрозділ, підрозділ протиповітряної оборони, зв'язку. У жовтні вони всі об'єдналися в 57-му окрему мотопіхотну бригаду. У 2015 році її очолив Дмитро Красильников. Підрозділ брав участь у Дебальцевській операції.
З початком російського вторгнення в Україну з 24 лютого 2022 року командир оперативно-тактичного угруповання «Північ» дві доби відбивався від безперервного штурму, врятував людей і техніку. І не пустив ворога на Харків з Луганської області.
З 2022 року до березня 2023 року був командувачем ОТУ «Харків».
13 березня 2023 року призначений командувачем Оперативного командування «Північ». У березні 2025 звільнений з посади.

## Нагороди
- звання Герой України з врученням ордена «Золота Зірка» (28 лютого 2022) — за особисту мужність і героїзм, виявлені у захисті державного суверенітету та територіальної цілісності України, вірність військовій присязі.[9]

## Військові звання
- генерал-майор (24 серпня 2023)[10],
- бригадний генерал (10 грудня 2021)[11],
- полковник.